# 出羽重芳
出羽 重芳（でわ しげよし、1891年（明治24年）3月16日 - 1946年（昭和21年）6月7日）は、大正から昭和期の実業家、政治家、華族。貴族院男爵議員。

## 経歴
海軍士官・出羽重遠の四男として生まれる。父の死去に伴い、1930年（昭和5年）3月15日、男爵を襲爵した。
1916年（大正5年）早稲田大学商学部を卒業した。同年、日本郵船に入社。その後、国際汽船に移り、横浜出張所長、調度課長を務め、さらに大阪商船で勤務。その他、鶴見化学工業取締役、東京測機監査役、船舶運営会副参事などを務めた。
1946年（昭和21年）5月11日、貴族院男爵議員補欠選挙で当選し、公正会に所属したが、翌月に死去した。

## 親族
- 妻：小松（こまつ、市川清次郎三女）[1]
- 長男：重成（東邦ワラパルプ取締役社長）[1]
- 長女：菊江（男爵尾崎洵盛長男尾崎春盛夫人）[1]